# Maxdorf (Verbandsgemeinde)
Maxdorf est une Verbandsgemeinde (collectivité territoriale) de l'arrondissement de Rhin-Palatinat dans la Rhénanie-Palatinat en Allemagne. Le siège de cette Verbandsgemeinde est dans la commune de Maxdorf.
La Verbandsgemeinde de Maxdorf consiste en cette liste d'Ortsgemeinden (municipalités locales) :

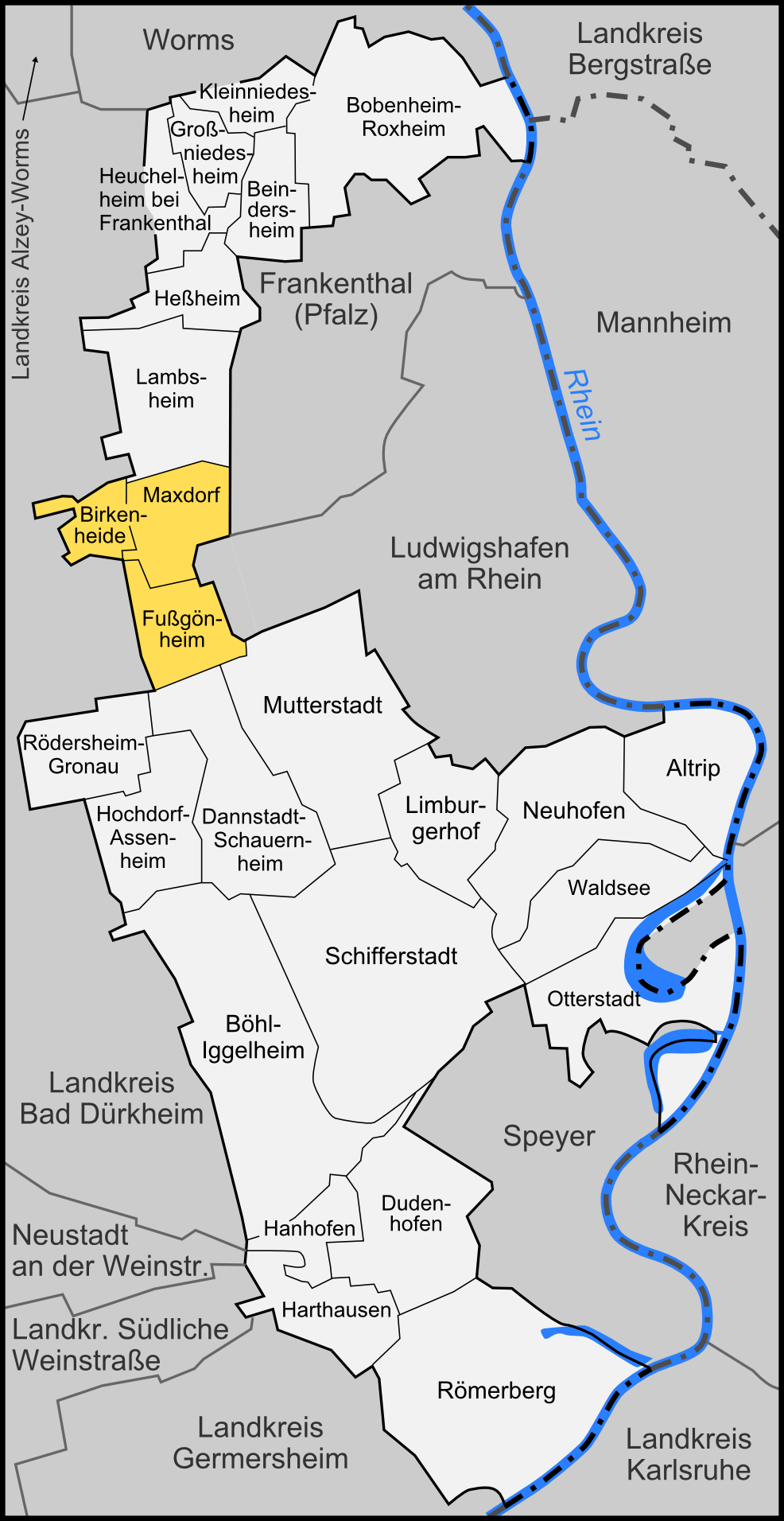
Localisation de la Verbandsgemeinde de Maxdorf dans l'arrondissement de Rhin-Palatinat

1. Birkenheide
2. Fußgönheim
3. Maxdorf